# Manoir des Pins
Le manoir des Pins est un château français situé à Saint-Pierre-sur-Erve, dans le département de la Mayenne et la région des Pays de la Loire.

## Situation
Il est situé 1,2 km au nord-est du bourg.

## Désignation
- Iter per quod itur de manerio domini des Pins ad atrium de la Fouacière, 1413 (Les Courtin, p. 299).
- Les Pins Morelier, 1543.
- Les Pins d'Erve, les Pins en Erve, 1610 (Registre paroissial).
- Le lieu seigneurial des Pins, 1610 (Étude de Saint-Denis-d'Anjou).
- Les Pins d'Erve, château, chapelle en ruine (Hubert Jaillot).
- Les Pins, ferme (Carte de Cassini).

## Histoire
Il s'agissait d'un fief mouvant de la châtellenie de Thorigné. Comme l'indique Hubert Jaillot, c'est sur une colline que s'élève ce manoir. L'Abbé Angot indique à la fin du XIXe siècle quelques murs ruinés dans le jardin sont, dit-on, les restes d'un logis plus ancien. Celui qu'occupe le fermier est fort simple, carré-long, avec fenêtres à meneaux au premier étage, armées de grilles au rez-de-chaussée. Une double meurtrière en commande la porte et l'entrée de la chapelle. Le tout date du commencement du XVIe siècle. Dans la chapelle, l'autel, dont la pierre est d'un seul bloc, sans échancrure, est adossé à l'un des pignons éclairé par une grande fenêtre en plein cintre. En 1793, le propriétaire supprime un chemin et donne passage par sa prairie.

## Description
Le logis date du XVe - début XVIe siècle, ruines de la chapelle, communs, inscrit au titre des Monuments historiques depuis le 3 février 1999.

### Sources et bibliographie
- « Manoir des Pins », dans Alphonse-Victor Angot et Ferdinand Gaugain, Dictionnaire historique, topographique et biographique de la Mayenne, Laval, A. Goupil, 1900-1910 [détail des éditions] (BNF 34106789, présentation en ligne)
- Bibliothèque municipale de Laval, manuscrit 11.611, f. 105.
- Registres paroissiaux de Saint-Pierre et Saint-Jean-sur-Erve.
- Archives départementales de la Mayenne, B. 2.377.